# نگوگی وا تیونگو
نگوگی وا تیونگو (انگلیسی: Ngũgĩ wa Thiong'o، با نام تولد جیمز نگوگی؛ ۵ ژانویه ۱۹۳۸ – ۲۸ مه ۲۰۲۵) نویسندهٔ کنیایی بود که بیشتر آثار خود را به زبان انگلیسی نوشت. آثار او شامل رمان، نمایش‌نامه، داستان کوتاه، مقاله، پژوهش، نقد ادبی و ادبیات کودک است و به بیش از ۱۷ زبان ترجمه شده‌اند. او به‌عنوان برجسته‌ترین رمان‌نویس شرق آفریقا و یکی از چهره‌های مهم در ادبیات مدرن آفریقا توصیف شده است. وی در اواخر دههٔ ۱۹۷۰ کشورش را ترک کرد و به ایالات متحده مهاجرت نمود، جایی که در دانشگاه‌های ییل و نیویورک به تدریس ادبیات پرداخت.

## دوران تبعید
نگوگی به دلیل آراء و نظرات انتقادی که داشت بارها از سوی حکومت کنیا تحت تعقیب قرار گرفت. او سال ۱۹۷۰ بعد از نوشتن داستانی انتقادی با نام من با هر کس دلم بخواهد ازدواج می‌کنم دستگیر و محاکمه شد. او تنها نویسنده کنیایی است که علاوه بر انگلیسی به زبان مادری خود نیز می‌نوشت.
آثار او عمدتاً در نقد دولت مرکزی کنیا، استعمار و سنت‌های غیرانسانی هستند. او پس از آزادی از زندان به آمریکا مهاجرت کرد. سال ۲۰۰۴ پس از ۲۲ سال همراه همسرش به کنیا بازگشت و در خانه شخصی‌اش مورد حمله خشونت بار قرار گرفت و شکنجه شد. همسر این نویسنده چندین بار مقابل چشمان او مورد تجاوز جنسی قرار گرفت.
در دوران تبعید، نگوگی با کمیته آزادی زندانیان سیاسی در کنیا (۱۹۸۲–۱۹۹۸) مستقر در لندن همکاری کرد. کتاب «ماتیگاری ما نجیروونگی» (که توسط وانگویی وا گورو به انگلیسی به عنوان ماتیگاری ترجمه شده است) در این زمان منتشر شد. در سال ۱۹۸۴، او استاد مدعو در دانشگاه بایرویت بود و سال بعد نویسنده مقیم منطقه ایزلینگتون در لندن شد. او همچنین در مؤسسه دراماتیکا در استکهلم، سوئد (۱۹۸۶) به تحصیل سینما پرداخت.
آثار بعدی نگوگی شامل «بازداشت‌شده»، دفتر خاطرات زندان او (۱۹۸۱)، «استعمارزدایی از ذهن: سیاست زبان در ادبیات آفریقا» (۱۹۸۶)، مقاله‌ای که در آن نویسندگان آفریقایی به جای زبان‌های اروپایی، به بیان آثار خود به زبان‌های بومی خود می‌پردازند تا از پیوندهای استعماری دیرینه رهایی یابند و ادبیات اصیل آفریقایی ساخته شود، و «ماتیگاری» (ترجمه وانگویی وا گورو) (۱۹۸۷)، یکی از مشهورترین آثار او، طنزی بر اساس یک داستان عامیانه گیکویو.
نگوگی بین سال‌های ۱۹۸۹ تا ۱۹۹۲ استاد مدعو زبان انگلیسی و ادبیات تطبیقی در دانشگاه ییل بود. در سال ۱۹۹۲، او مهمان کنگره نویسندگان آفریقای جنوبی بود و مدتی را در شهرک زواید با امزی ماهولا گذراند، سالی که در دانشگاه نیویورک استاد ادبیات تطبیقی و مطالعات اجرا شد، کرسی اریش ماریا رمارک را در اختیار گرفت. او به عنوان استاد ممتاز ادبیات انگلیسی و تطبیقی خدمت کرد و اولین مدیر مرکز بین‌المللی نگارش و ترجمه در دانشگاه کالیفرنیا، ارواین بود.